# Battistini
Battistini – stacja linii A metra rzymskiego. Stacja została otwarta w 2000 roku.